# Provinciale weg 525
De provinciale weg 525, ook wel N525, is een provinciale weg tussen de gemeentes Hilversum en Laren in de provincie Noord-Holland. De weg geeft nabij Laren aansluiting op de rijksweg A1. De weg draagt ook de naam Hilversumseweg.
De weg vormt een belangrijke schakel in het wegennet van Hilversum en vooral als ontsluiting voor het Media Park. De weg is berucht vanwege de verkeersdrukte en het is geen uitzondering dat er 's middags files staan tot aan het mediapark vanaf de A1, die op het traject Bussum - Hilversum met twee keer drie rijstroken ook het verkeer in de avondspits amper aankan. In 2015 zijn de kruispunten rond de aansluiting met de A1 en de Vredelaan aangepast om de doorstroming daar lokaal te verbeteren. In 2022 is het kruispunt Oude Postweg ter hoogte van het Geologisch Museum Hofland en La Place omgebouwd tot voorrangsplein om de verkeersveiligheid en oversteekbaarheid voor het verkeer vanuit de zijrichtingen te verbeteren.
De weg is uitgevoerd als tweestrooks-gebiedsontsluitingsweg. Behalve rond de aansluiting op de A1 zijn er meer rijstroken beschikbaar. De maximumsnelheid is binnen de bebouwde kom van Laren 50 km/h en tussen Laren en Hilversum 80 km/h.
N23 · N194 · N196 · N197 · N198 · N199 · N200 · N201 · N202 · N203 · N204 · N205 · N206 · N207 · N208 · N209 · N210 · N211 · N212 · N213 · N214 · N215 · N216 · N217 · N218 · N219 · N220 · N221 · N222 · N223 · N224 · N225 · N226 · N227 · N228 · N229 · N230 · N231 · N232 · N233 · N234 · N235 · N236 · N237 · N238 · N239 · N240 · N241 · N242 · N243 · N244 · N245 · N246 · N247 · N248 · N249 · N250 · N307

N401 · N402 · N403 · N404 · N405 · N406 · N407 · N408 · N409 · N410 · N411 · N412 · N413 · N414 · N415 · N416 · N417 · N418 · N419 · N420 · N421 · N439 · N440 · N441 · N442 · N443 · N444 · N445 · N446 · N447 · N448 · N449 · N450 · N451 · N452 · N453 · N454 · N455 · N456 · N457 · N458 · N459 · N460 · N461 · N462 · N463 · N464 · N465 · N466 · N467 · N468 · N469 · N470 · N471 · N472 · N473 · N474 · N475 · N476 · N477 · N478 · N479 · N480 · N481 · N482 · N483 · N484 · N487 · N488 · N489 · N490 · N491 · N492 · N493 · N494 · N495 · N496 · N497 · N498 · N501 · N502 · N503 · N504 · N505 · N505 (Andijk) · N506 · N507 · N508 · N509 · N510 · N511 · N512 · N513 · N514 · N515 · N516 · N517 · N518 · N519 · N520 · N521 · N522 · N523 · N524 · N525 · N526 · N527 · N806 · N830 · N848

Cursief vermelde wegen zijn voormalige Provinciale wegen